# Samuel P. Morrill

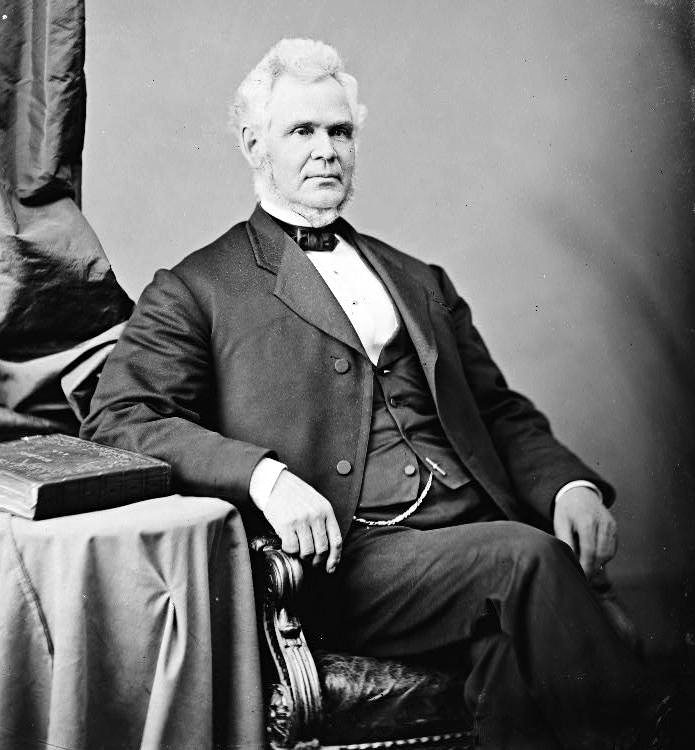
Samuel P. Morrill

Samuel Plummer Morrill (* 11. Februar 1816 in Chesterville, Massachusetts; † 4. August 1892 ebenda) war ein US-amerikanischer Politiker. Zwischen 1869 und 1871 vertrat er den Bundesstaat Maine im US-Repräsentantenhaus.

## Werdegang
Der im heutigen Maine geborene Samuel Morrill besuchte die öffentlichen Schulen seiner Heimat und danach die Farmington Academy in Maine. Nach einem anschließenden Theologiestudium und seiner Ordination zum Geistlichen war er zwischen 1848 und 1853 in Farmington in diesem Beruf tätig. Zwischen 1857 und 1867 war Morrill Grundbuchbeamter im Franklin County.
Politisch war Morrill Mitglied der Republikanischen Partei. Bei den Kongresswahlen des Jahres 1868 wurde er im zweiten Wahlbezirk von Maine in das US-Repräsentantenhaus in Washington, D.C. gewählt. Dort trat er am 4. März 1869 die Nachfolge von Sidney Perham an. Da er für die Wahlen des Jahres 1870 von seiner Partei nicht mehr nominiert wurde, konnte Morrill bis zum 3. März 1871 nur eine Legislaturperiode im Kongress absolvieren.
Nach dem Ende seiner Zeit im Repräsentantenhaus wurde Morrill wieder Geistlicher. Zwischen 1877 und 1879 übte er diesen Beruf in East Dixfield aus. Im Jahr 1885 zog er nach Vienna in Maine, wo er bis 1886 noch als Geistlicher wirkte. Dann trat er in den Ruhestand. Samuel Morrill starb am 4. August 1892 in seinem Geburtsort Chesterville und wurde dort auch beigesetzt.